# Parco nazionale del fiume selvaggio Voiussa
Il Parco nazionale del fiume selvaggio Voiussa (in albanese Parku Kombëtar i Lumit të Egër "Vjosa"; in inglese Vjosa Wild River National Park) è un'area naturale protetta albanese, tutelata come parco nazionale, che include l'intero percorso albanese del fiume Voiussa e dei suoi quattro affluenti principali (Drino, Kardhiq, Bënça e Shushica) nelle prefetture di Argirocastro e Valona.

## Storia
Il 13 giugno 2022 il governo albanese ha firmato un memorandum d'intesa con l'azienda statunitense Patagonia per la creazione di un parco nazionale che tutelasse l'intero corso del fiume Voiussa, definito come uno degli ultimi fiumi incontaminati d'Europa, con alcuni dei suoi affluenti; diverse organizzazioni non governative oltre che singoli attivisti e scienziati si sono riuniti nel progetto Save the Blue Heart of Europe per promuovere la tutela del fiume, che nel 2019 fu minacciato dal progetto di costruire un sistema idrico composto da otto dighe in Albania. L'interesse di Patagonia nella tutela del fiume nacque nel 2016 quando l'amministratore delegato Ryan Gellert sostò per alcuni giorni nei pressi del Voiussa, rimanendone affascinato.
Il parco è stato costituito ufficialmente il 15 marzo 2023, includendo l'intero corso albanese del Voiussa dal confine con la Grecia alla foce sul mare Adriatico oltre che quattro suoi affluenti (Drino, Kardhiq, Bënça e Shushica), con un investimento portato avanti da Patagonia pari a circa 3 milioni di dollari statunitensi. Successivamente nel dicembre dello stesso anno il Ministero dell'ambiente e dell'energia greco ha posto sotto tutela la porzione greca del fiume con l'intenzione di includerlo nell'esistente Parco nazionale del Pindo.
La prospettiva futura del parco nazionale è quella di creare un parco nazionale transfrontaliero che includa l'intero corso del fiume tra Albania e Grecia.